# Махдиды
Махдиды (Бану-л-Махди) — династия религиозно-политических руководителей средневекового южно-йеменского государства с центром в г. Забид.
Основатель династии Али ибн аль-Махди явился из района Тихамы, где он вёл отшельнический образ жизни пока не провозгласил себя прямым потомком праведного халифа Али ибн Абу Талиба и исламским пророком. Около 1150 года Али ибн аль-Махди во главе своих сторонников, которых он называл ансарами («сторонниками») и мухаджирами («переселенцами»), поднял восстание против слабеющего государства Наджахидов и начал захватывать их крепости и поселения. В 1159 году Махдиды заняли Забид и спустя 2 месяца Али ибн аль-Махди умер, оставив двух сыновей-наследников — аль-Махди и Абд ан-Наби. В 1161 году аль-Махди ибн Али завоевал Лахедж, а в 1163 году — Джанад. После его смерти произошёл временный раскол в движении Махдидов, но в итоге Абд ал-Наби ибн Али удалось встать во главе государства. При Абд ал-Наби государство Махдидов распространилось на весь Западный Йемен вплоть до южных городов Джанад и Таиз и в 1172 году Абд ал-Наби подступил к Адену, находящемуся во владении династии Зурайидов, однако взять его не смог, потерпев поражение от объединённых сил Зурайидов и Хамданидов. В скором времени, воспользовавшись внутренними междоусобицами, в Йемен вторглась айюбидская армия во главе с братом султана Салах ад-Дина Шамс ад-дином Туран-шахом. В мае 1174 года Туран-шах после двухдневного штурма взял Забид. Абд ал-Наби и два его брата были взяты в плен и через девять месяцев были казнены в Адене.

## Список правителей
- 1137—1159 гг. Али ибн аль-Махди ар-Руайни аль-Химйари
- 1159—1163 гг. аль-Махди ибн Али ибн аль-Махди
- 1163—1174 гг. Абд ан-Наби ибн Али ибн аль-Махди